# Wzór na grubość ścianki
Wzór na grubość ścianki (znany również jako wzór Barlowa) – wzór używany do obliczania minimalnej grubości ścianki w urządzeniach ciśnieniowych poddanych ciśnieniu wewnętrznemu (np. walczakach, kotłach parowych oraz rurociągach). Powszechnie stosowany w mechanice.

## Ogólna postać wzoru

Rodzaje naprężeń w ściance zbiornika ciśnieniowego (δ_{x}-naprężenia osiowe, δ_{y}-naprężenia obwodowe)

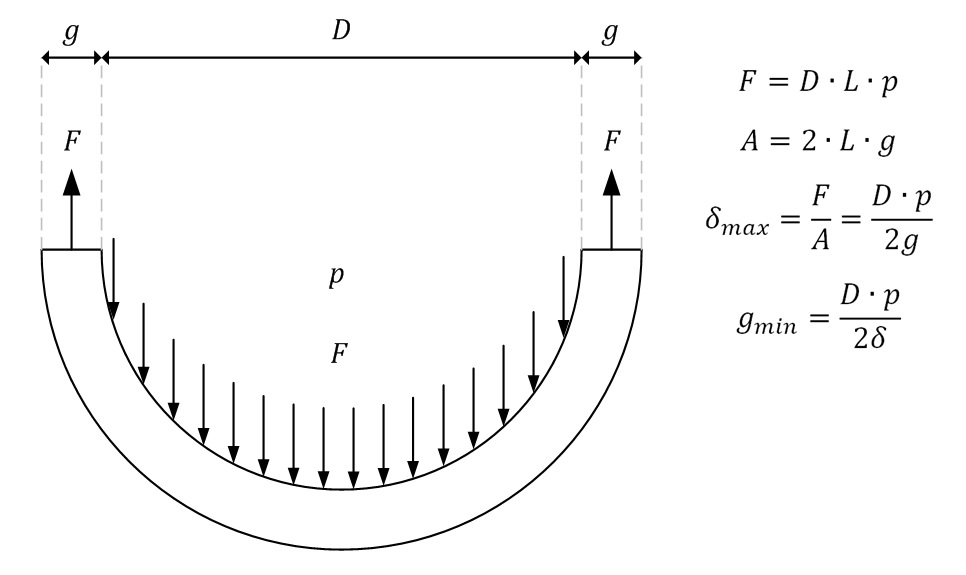
Naprężenia w zbiorniku ciśnieniowym (F-siła, D-średnica wewnętrzna, g-grubość ścianki, A-powierzchnia działania siły, p-ciśnienie wewnętrzne, L-długość cylindra)

W przypadku zbiorników cienkościennych (których stosunek średnicy do grubości ścianki jest większy od 20) występuje dwuosiowy układ naprężeń. Wzdłuż osi zbiornika powstają naprężenia osiowe δx a poprzecznie do jego osi powstają naprężenia obwodowe δy. Ponieważ w zbiornikach cylindrycznych cienkościennych naprężenia obwodowe są dwa razy większe od naprężeń osiowych, obliczeń wytrzymałościowych dokonuje się jedynie z uwzględnieniem naprężeń obwodowych. Do obliczeń takich stosuje się ogólną postać wzoru:
{\displaystyle g={\frac {D\cdot p}{2\delta }}}
gdzie:
g - grubość ścianki
D - średnica zbiornika
p - ciśnienie wewnętrzne zbiornika
δ - maksymalne dopuszczalne naprężenie
Wyrażenie w liczniku reprezentuje siłę wywieraną przez ciśnienie na ściankę zbiornika. W zależności od swojej postaci, wzór może odnosić się do średnicy wewnętrznej Dw lub zewnętrznej Dz zbiornika. W przypadku zbiorników cienkościennych różnica w średnicach jest pomijalna (Dw/Dz≃1) i, niezależnie od zastosowanej średnicy, wynikiem obliczeń jest ta sama średnica nominalna.
Wartości średnicy i ciśnienia w liczniku ilustrują wprost proporcjonalną zależność minimalnej grubości ścianki od ciśnienia wewnętrznego i średnicy zbiornika. Zgodnie z tą zależnością, w przypadku dużych ciśnień stosowanie zbiorników o małych średnicach może być rozwiązaniem ekonomicznie korzystniejszym.
Wyrażenie w mianowniku reprezentuje maksymalne dopuszczalne naprężenie dla danego materiału. Im bardziej wytrzymały materiał tym mniejsza powierzchnia przekroju ścianki i, co za tym idzie, mniejsza grubość ścianki.
Wzór Barlowa jest uproszczoną postacią wzoru Lamégo:
{\displaystyle \delta ={\frac {2p_{i}r_{i}^{2}}{r_{o}^{2}-r_{i}^{2}}}}
gdzie:
pi - ciśnienie wewnętrzne
ro - promień zewnętrzny cylindra
ri - promień wewnętrzny cylindra
δ - maksymalne dopuszczalne naprężenie

## Wzór dla zbiorników kulistych
Dla zbiorników kulistych równanie przyjmuje następującą postać:
{\displaystyle g={\frac {D\cdot p}{4\delta }}}
gdzie:
g - grubość ścianki
D - średnica kuli
p - ciśnienie wewnętrzne zbiornika
δ - maksymalne dopuszczalne naprężenie
W zbiornikach kulistych naprężenia obwodowe nie występują (występuje dwuosiowe równomierne rozciąganie). Dlatego wartość naprężenia dla zbiorników kulistych jest dwa razy mniejsza niż dla zbiorników cylindrycznych (ich cylindrycznej części).

## Formy rozbudowane
Ogólna postać równania odnosi się do idealnie prostego przypadku. W rzeczywistości zbiorniki są urządzeniami złożonymi, zawierającymi w swojej konstrukcji różne elementy wypływające na wytrzymałość materiału (np. króćce lub połączenia spawane). Rury i rurociągi, które również są urządzeniami ciśnieniowymi, mogą zawierać armaturę procesową (np. łączniki lub zawory). Na wytrzymałość takich urządzeń dodatkowo ujemnie wpływają niekorzystne warunki atmosferyczne (np. obciążenie śniegiem, wiatrem, praca w środowisku korozyjnym). Wszystko to musi być uwzględnione w obliczniach wytrzymałościowych. Dlatego równania stosowane w rzeczywistości są bardziej złożone. Często spotykaną formą  wzoru jest:
{\displaystyle g={\frac {D_{i}\cdot p}{2\delta \cdot z-p}}+c_{kor}+c_{r}}
gdzie:
g - grubość ścianki
Di - średnica zewnętrzna
p - ciśnienie wewnętrzne zbiornika
δ - maksymalne dopuszczalne naprężenie
z - współczynnik wytrzymałości spoiny
ckor - naddatek na korozję
cr - naddatek na inne zjawiska (np. obróbkę lub erozję)
Taką postać ogólną stosują m.in. polska norma PN-EN 13445:2009 (Nieogrzewane płomieniem zbiorniki ciśnieniowe) zharmonizowana z europejską dyrektywą PED, niemiecka AD-2000 Merkblatt oraz amerykańska Boiler and Pressure Vessel Code. Szczegółowe formy wzoru i sposób obliczania współczynników w nim zawartych różnią się pomiędzy poszczególnymi normami.